# Russo
Russo, właśc. Ricardo Soares Florencio (ur. 15 stycznia 1976 w Recife) – brazylijski piłkarz, występujący na pozycji prawy obrońca. Obecnie występuje w EC Santo André.

## Kariera klubowa
Russo rozpoczął piłkarską karierę w Sporcie Recife, gdzie grał czterokrotnie w latach 1995–2007. Z klubem z Recife zdobył czterokrotnie mistrzostwo stanu Pernambuco – Campeonato Pernambucano w 1996, 1998, 2000, 2007 roku. Podczas przerw pomiędzy trzema pierwszymi okresami w Sporcie, Russo występował w Vitória Salvador (1997), Cruzeiro EC (1998) i Botafogo Ribeirão Preto (1999). Z Vitórią Russo zdobył mistrzostwo stanu Bahia – Campeonato Baiano w 1997 roku a z Cruzeiro mistrzostwo stanu Minas Gerais – Campeonato Mineiro w 1998 roku.
Kolejnymi klubami w karierze Russo były Santos FC (2001), AD São Caetano (2002) oraz CR Vasco da Gama, gdzie grał w 2003 roku. 28 sierpnia 2003 roku Russo zdecydował się na zagraniczny transfer do rosyjskiego Spartaka Moskwa. W Spartaku grał przez półtora roku do lutego 2005, gdy powrócił po raz czwarty do Sportu Recife. W Sporcie grał do 2007 roku, po czym przeszedł do lokalnego rywala – Santa Cruz Recife. W 2009 roku grał w Central i Anapolinie Anápolis.
Obecnie gra w klubie Brasil Farroupilha.

## Kariera reprezentacyjna
Russo za sobą występy w reprezentacji Brazylii, w której zadebiutował 10 września 1997 w towarzyskim meczu z reprezentacją Ekwadoru. W 1997 roku wygrał z canarinhos Puchar Konfederacji, chociaż na turnieju był rezerwowym i nie zagrał w żadnym meczu.
W 1998 roku zajął trzecie miejsce w turnieju o Złoty Puchar CONCACAF 1998. Właśnie podczas tego turnieju Russo wystąpił po raz ostatni w reprezentacji 8 lutego 1998 w meczu z reprezentacją Salwadoru. Ogółem w latach 1997–1998 wystąpił w barwach canarinhos w 5 meczach.